# Oliver Mark

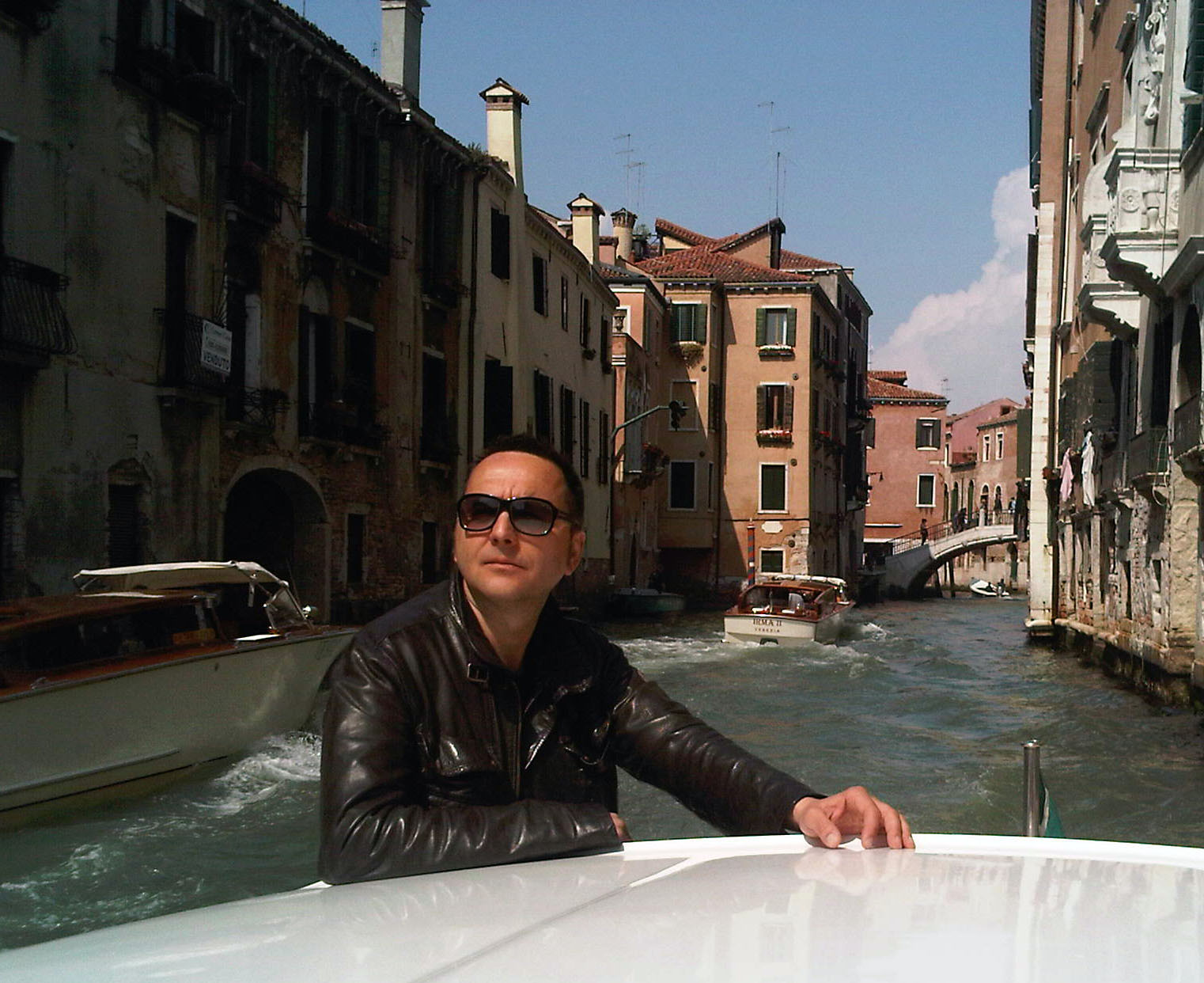
Oliver Mark (2011)

Oliver Mark (* 20. Februar 1963 in Gelsenkirchen) ist ein deutscher Porträt-Fotograf und Künstler.

## Leben
Oliver Mark bekam im Alter von neun Jahren von seinem Vater seine erste Kamera geschenkt. Nach einer Ausbildung zum Fotografen arbeitete er zunächst in der Modefotografie, u. a. in den Fotostudios von Burda in Offenburg. Seit 1991 ist er als selbstständiger Fotograf in Berlin tätig.

## Werk

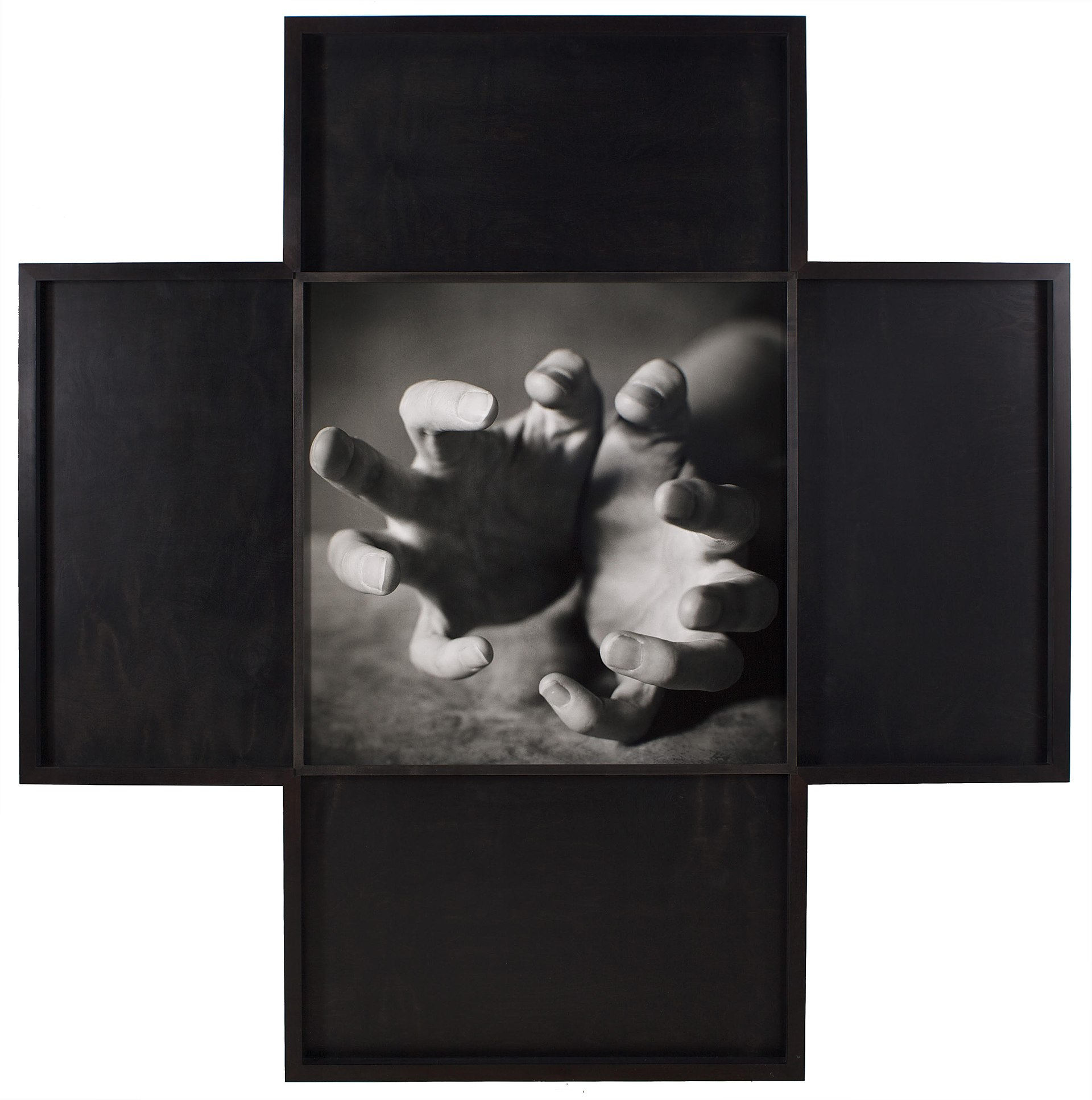
Jenny Holzer's hands, Leipzig 1996. Silbergelatine Print auf Alu-Dibond, 151 × 154 cm

Seit den 1990er Jahren fotografierte er häufiger prominente Persönlichkeiten, wie Anthony Hopkins und Jerry Lewis. Weitere Personen, die er porträtierte, sind unter anderem öffentlich bedeutsame Persönlichkeiten wie Angela Merkel, Papst Benedikt XVI. und Joachim Gauck, aber auch Stars wie Ben Kingsley, Cate Blanchett und Tom Hanks. Sein persönliches Interesse gilt zeitgenössischen Künstlern und deren Schaffenswelt.
Neben der Spiegelreflexkamera und Mittelformatkameras setzt er oft eine 680 Polaroid-Kamera ein.
Er arbeitete u. a. für die Zeitschriften Architectural Digest, Rolling Stone, Der Spiegel, Süddeutsche Zeitung Magazin, Stern, Time, Vanity Fair, Vogue und Die Zeit.
Parallel zu seinen Porträts widmet sich Mark regelmäßig freien Projekten. In der Serie „Natura Morta“ (2017) fotografierte er beschlagnahmte Objekte aus der Asservatenkammer des Bundesamtes für Naturschutz. Diese Gegenstände, meist aus dem Artenschutzbereich, waren ursprünglich als Souvenirs gedacht, bevor sie vom Zoll sichergestellt wurden. Die Serie wurde 2017 in zwei Teilen in der Gemäldegalerie der Akademie der bildenden Künste Wien und im Naturhistorischen Museum Wien präsentiert.

### Kollaborationen

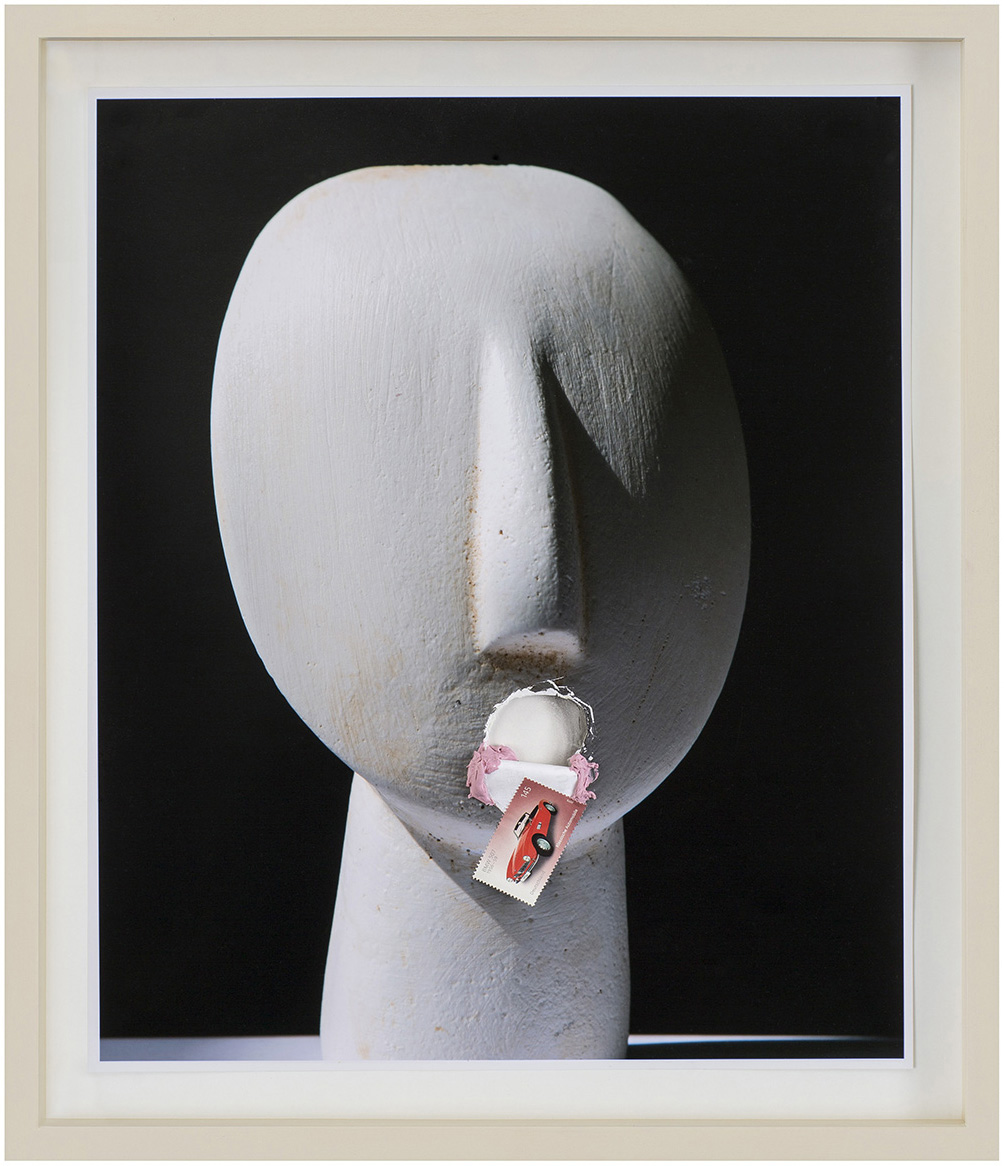
Hoischen / Mark: Briefkopf, 36,5 × 42,5 cm, Mischtechnik auf Farbfotografie, 2017

Seit 2017 arbeitet Oliver Mark mit dem Künstler Christian Hoischen in einem Künstler-Kollaborativ unter dem Namen Hoischen / Mark.
2022 konzipierte Oliver Mark auf Einladung des Kunstbeauftragten des Erzbistums Berlin, Georg Maria Roers SJ, die Ausstellung Collaborations I für die Guardini Galerie der Guardini Stiftung in Berlin. Er lud 60 Künstlerinnen und Künstler ein, seine Fotografien frei zu bearbeiten. Die künstlerischen Interventionen reichten von Zerschneiden, Zerkratzen und Bemalen bis hin zur vollständigen Verfremdung. Es wurden jeweils zwei Abzüge angefertigt, von denen eine Arbeit beim jeweiligen Künstler verblieb.

### Sammlungen
Bilder von Oliver Mark befinden sich unter anderem in den Sammlungen des Liechtensteinischen Landesmuseums, der Kunstsammlungen Chemnitz, des Bukowina-Museums in Suceava, des Goethe-Instituts Dublin, der Sammlung Würth sowie in privaten Sammlungen. Einige seiner Porträtaufnahmen sind gemäß den Bestimmungen der Creative-Commons-Lizenzen veröffentlicht.

## Ausstellungen

### Einzelausstellungen (Auswahl)
- 2021: MUSEO, Kanya Kage Art Space Berlin
- 2020: Die Hände von Jenny Holzer in der St. Peter und Paul-Kirche, Potsdam
- 2019/20: Bukowina Klöster Leben, St.-Thomas-von-Aquin-Kirche in der Katholischen Akademie in Berlin
- 2019/20: Goldene Schuhe – Fotografien aus der Sammlung des Liechtensteinischen Landesmuseums von Oliver Mark[13]
- 2019: No Show, Villa Dessauer – Museen der Stadt Bamberg[14]
- 2019: Bukowina Klöster Leben, Liechtensteinisches Landesmuseum, Vaduz[15]
- 2018: Bukowina Klöster Leben, Bukowina-Museum, Suceava[11]
- 2017: Natura Morta – Fotografien von Oliver Mark in Korrespondenz zu Stillleben-Gemälden der Sammlung, Gemäldegalerie der Akademie der bildenden Künste Wien[16]
- 2017: Natura Morta – Fotografien von Oliver Mark, Naturhistorisches Museum Wien[17]
- 2016/17: Natura Morta, Liechtensteinisches Landesmuseum, Vaduz[18]
- 2014: Oliver Mark – still…lesen, Goethe-Institut Irland, Dublin
- 2014: Aus den Trümmern kriecht das Leben – Portraits von Karl Otto Götz, Kunstsammlungen Chemnitz[19]
- 2014: Märkische Adlige – eine Bilanz des Neuanfangs, Fürst-Pückler-Museum, Cottbus
- 2013/14: Außenseiter und Eingeweihter, Uno Art Space, Stuttgart[20]
- 2013: Außenseiter und Eingeweihter, pavlov’s dog, Berlin[21]
- 2013: Oliver Marks Blick auf Liechtensteins Staatsfeiertag am 15.08.2012, Liechtensteinisches Landesmuseum, Vaduz[22]
- 2013: Heimat verpflichtet, Kanzlei im Lübbenauer Schlossbezirk, Lübbenau[23]
- 2012/13: Heimat verpflichtet, Brandenburgische Landeszentrale für politische Bildung, Potsdam
- 2012: Shuteye, °CLAIR Gallery, München[24][25]
- 2011: Portraits, Neuer Pfaffenhofener Kunstverein, Pfaffenhofen a. d. Ilm[26]
- 2011: 7 Artists and 1 Nude, Galerie Gloria, Berlin[27]
- 2006: Portraits & Stills, Anna Augstein Fine Arts, Berlin[28]
- 2002/03: Portraits, Musée de la photographie, Mougins
- 2001: Photographien, Galerie Imago, Berlin
- 2000: Portraits und Memorabilien, Galerie Grauwert, Hamburg
- 1999: Portraits, Galerie 48, Saarbrücken

### Kollaborationsausstellungen
- 2022: Treshold – Tim Plamper & Oliver Mark, a °CLAIRbyKahn Exclusive at photo basel[29]
- 2022: Collaborations I, Guardini Stiftung und Galerie Berlin
- 2018: Ein Turm von Unmöglichkeiten – Oliver Mark in Collaboration with Christian Hoischen, KÖNIG GALERIE Berlin
- 2018: Der kleine Tod und das pralle Leben (Hoischen & Mark), pavlov's dog, Berlin

### Kuratierte Ausstellungen
- 2019: small, Schau Fenster, Berlin[30]
- 2018: Raum XVII, Werkhalle Wiesenburg, Berlin[31]
- 2017: Alles oder Immer, Schau Fenster, Berlin
- 2012: Der arge Weg der Erkenntnis, Gloria Berlin

## Publikationen

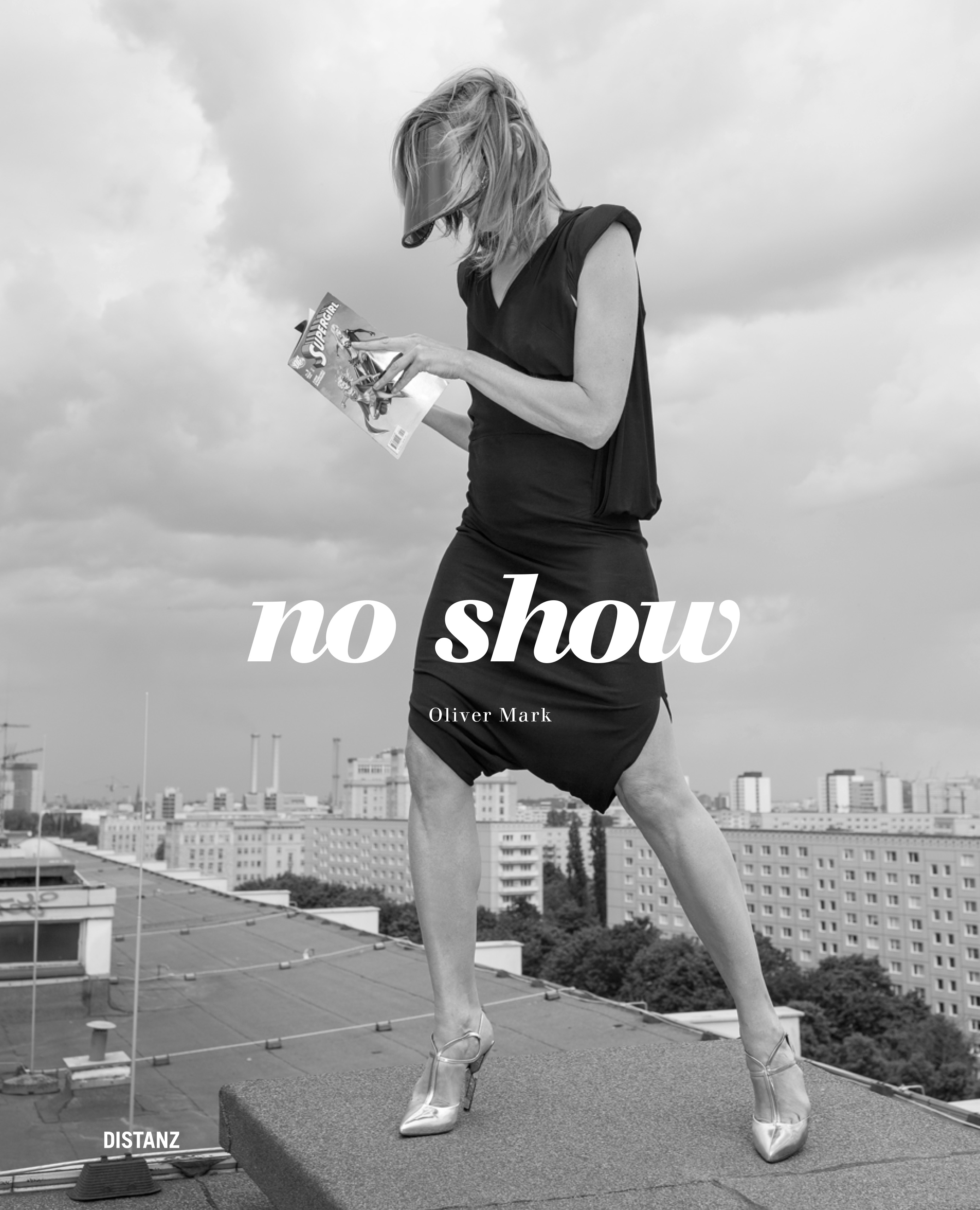
Cover von no show, Distanz Verlag, Berlin 2019

- No Show. Distanz Verlag, Berlin 2019, ISBN 978-3-95476-281-1.
(mit Texten von Carolin Hilker-Möll, Christoph Peters, Georg Maria Roers SJ, Michael Schipper)
- Bukowina Klöster Leben. Hrsg. von Rainer Vollkommer. Editura Karl A. Romstorfer, Suceava 2018, ISBN 978-606-8698-29-8.
(mit Texten von Rainer Vollkommer, Constantin-Emil Ursu, Teodor Brădăţanu)
- Natura Morta. Hrsg. von Rainer Vollkommer. Kehrer Verlag, Heidelberg 2016, ISBN 978-3-86828-759-2.
(mit Texten von Lorenz Becker, Philipp Demandt, Aurelia Frick, Barbara Hendricks, Christian Koberl, Julia M. Nauhaus, Michael Schipper, Rainer Vollkommer)[32]
- Oliver – Nutte Künstler Fotograf. Die ganze Wahrheit über Oliver Mark. Grauel Publishing, Berlin 2014.
- Aus den Trümmern kriecht das Leben. b.frank books, Zürich 2013, ISBN 978-3-906217-00-0. (mit Gedichten von Karl Otto Götz)[33]
- Außenseiter und Eingeweihter. Hrsg. von Achim Heine. Hatje Cantz Verlag, Berlin 2013, ISBN 978-3-7757-3756-2.[34]
- Oliver Marks Blick auf Liechtensteins Staatsfeiertag. Hrsg. von Rainer Vollkommer. Alpenland Verlag, Schaan 2013, ISBN 978-3-905437-34-8.[35]
- mit Martina Schellhorn: Heimat verpflichtet. Märkische Adlige – eine Bilanz nach 20 Jahren. Hrsg. von der Brandenburgischen Landeszentrale für politische Bildung, Potsdam 2012, ISBN 978-3-932502-60-6.[36]
- Portraits. Hrsg. von Achim Heine. Hatje Cantz Verlag, Berlin 2009, ISBN 978-3-7757-2484-5.[37]
- 20 Jahre Kulturstiftung der Länder. Gründer, Mitstreiter, Weggefährten. In: Arsprototo, Berlin 2008. (Fotografien von Oliver Mark)

## Galerie

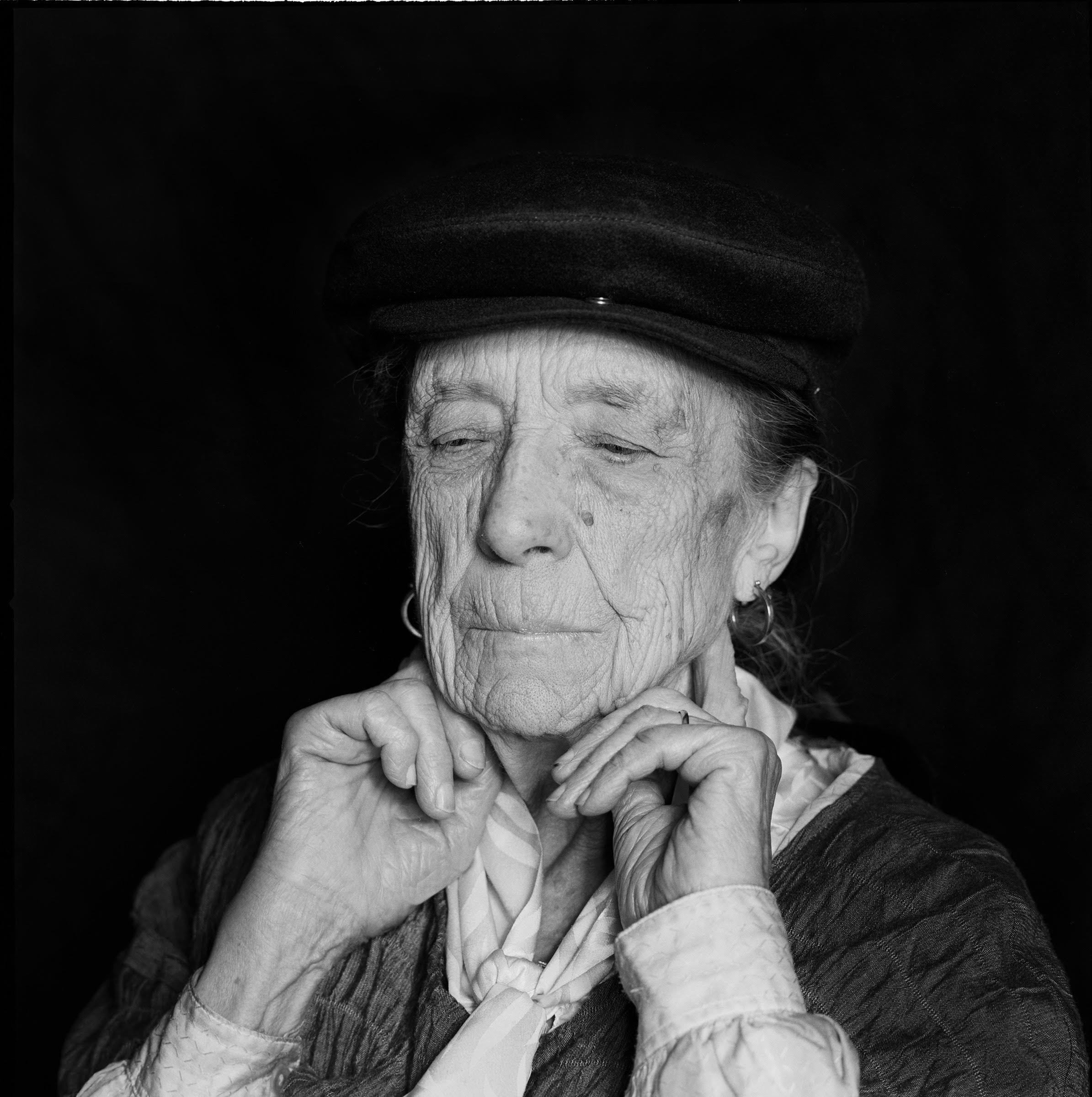
Louise Bourgeois, New York 1996
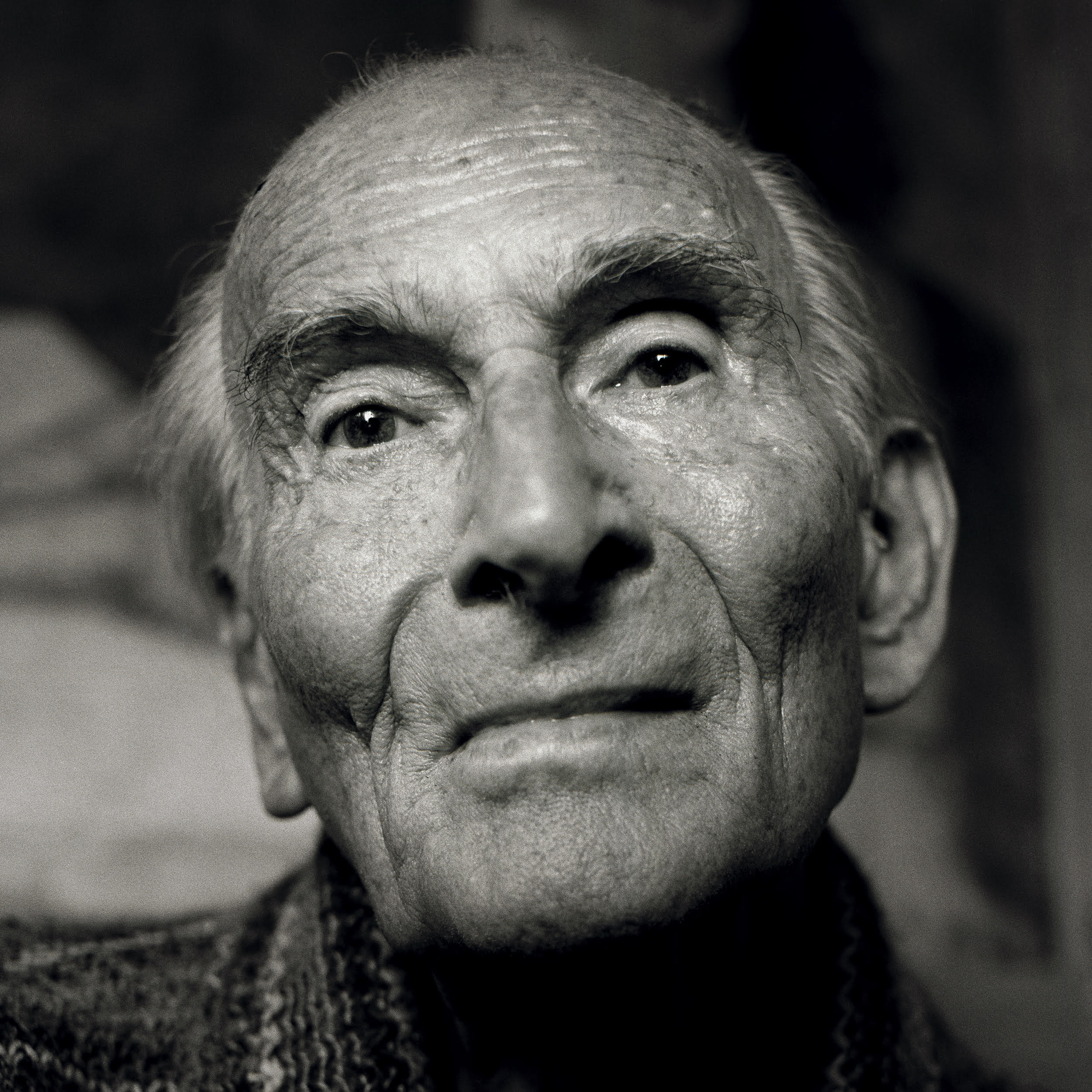
Balthus, Rossinière 2000
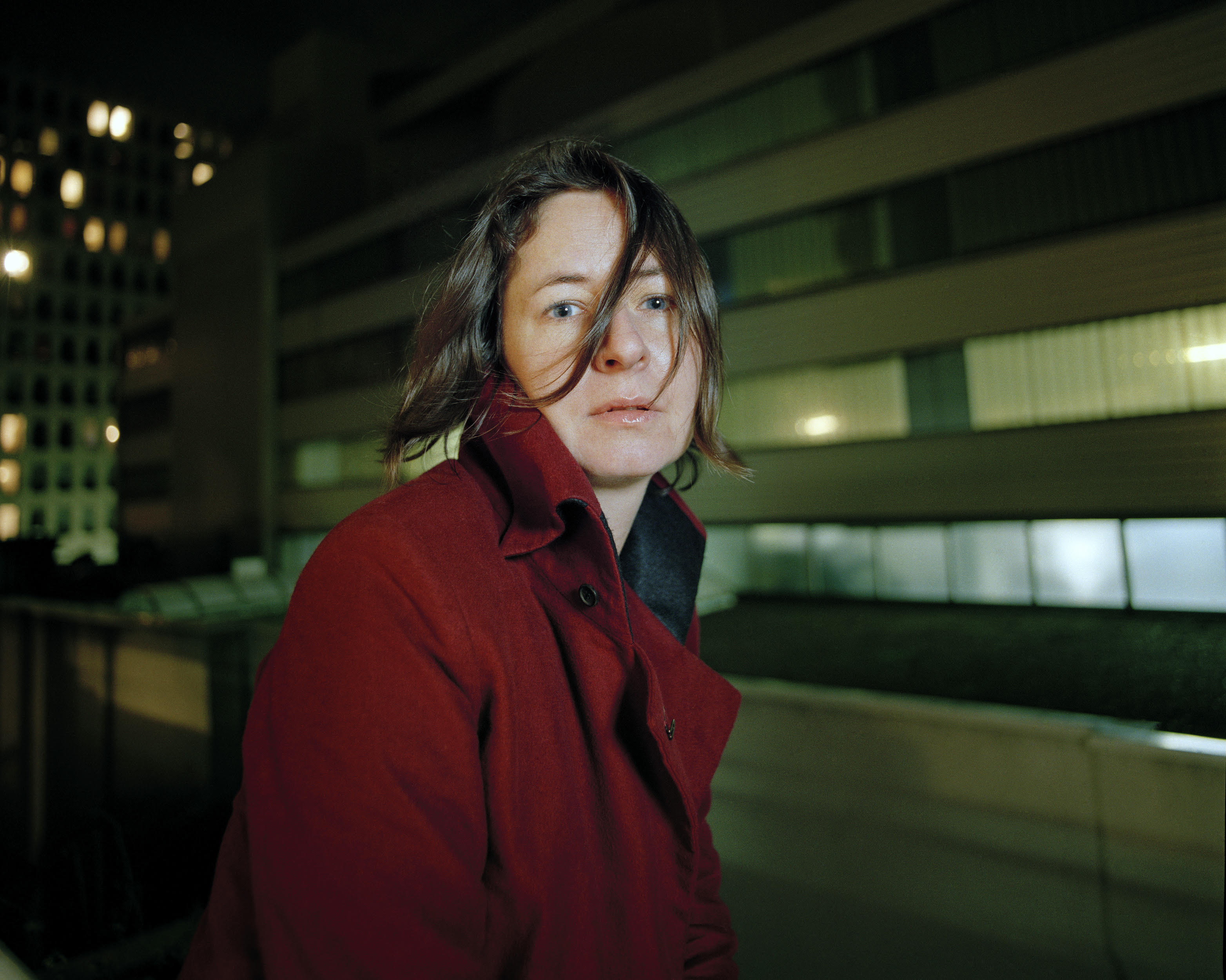
Dominique Gonzalez-Foerster, Paris 2002
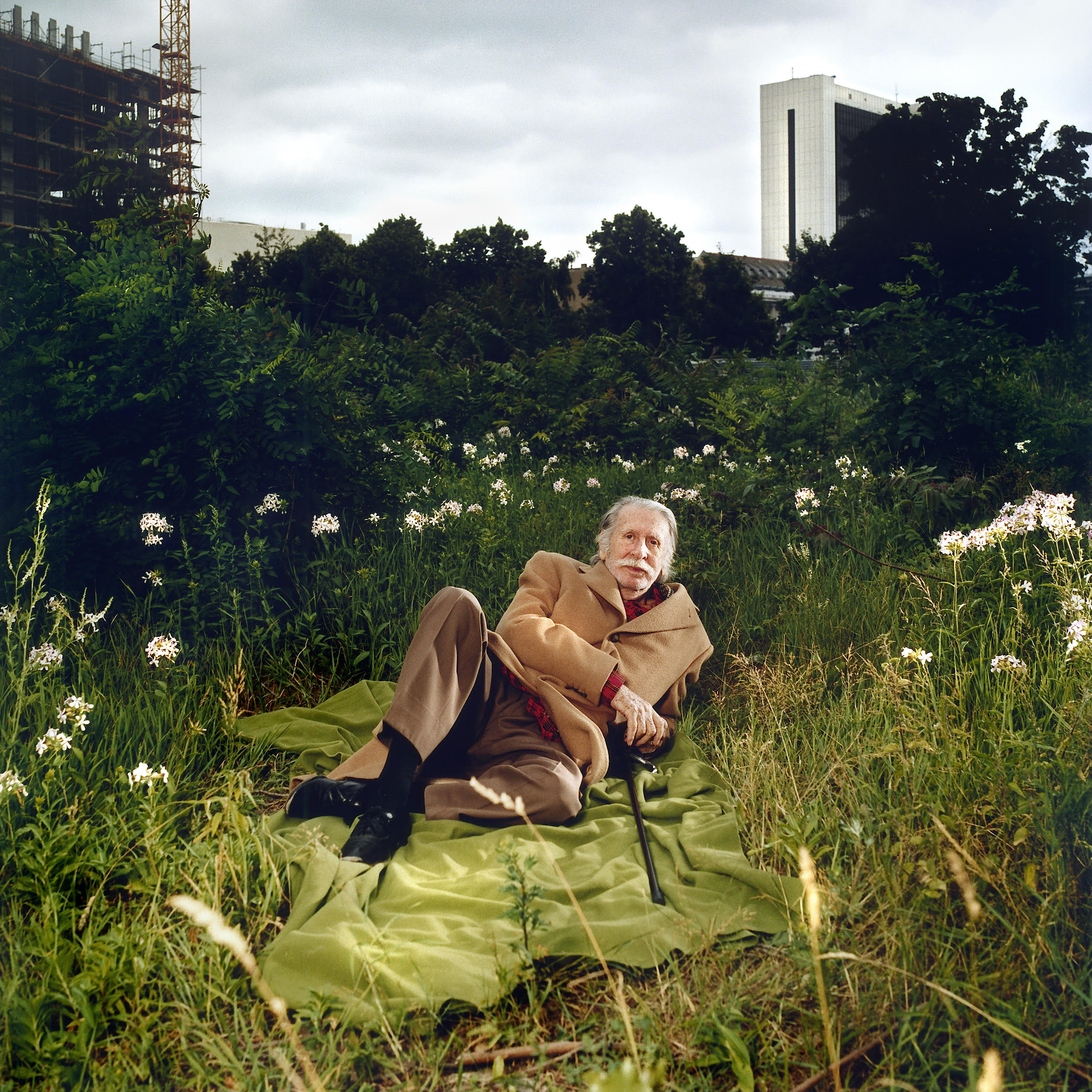
George Tabori, Berlin 2003
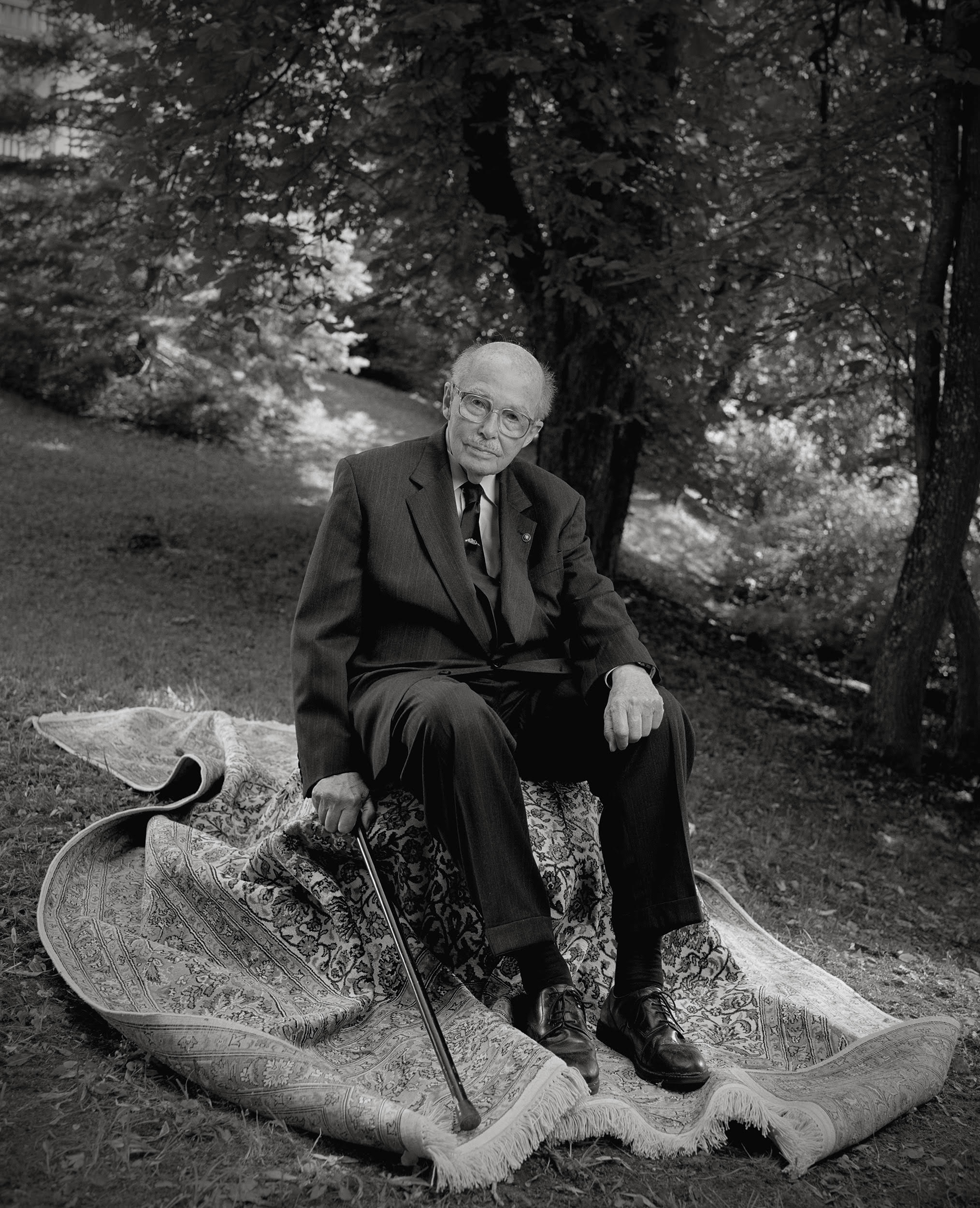
Otto von Habsburg, Pöcking 2006
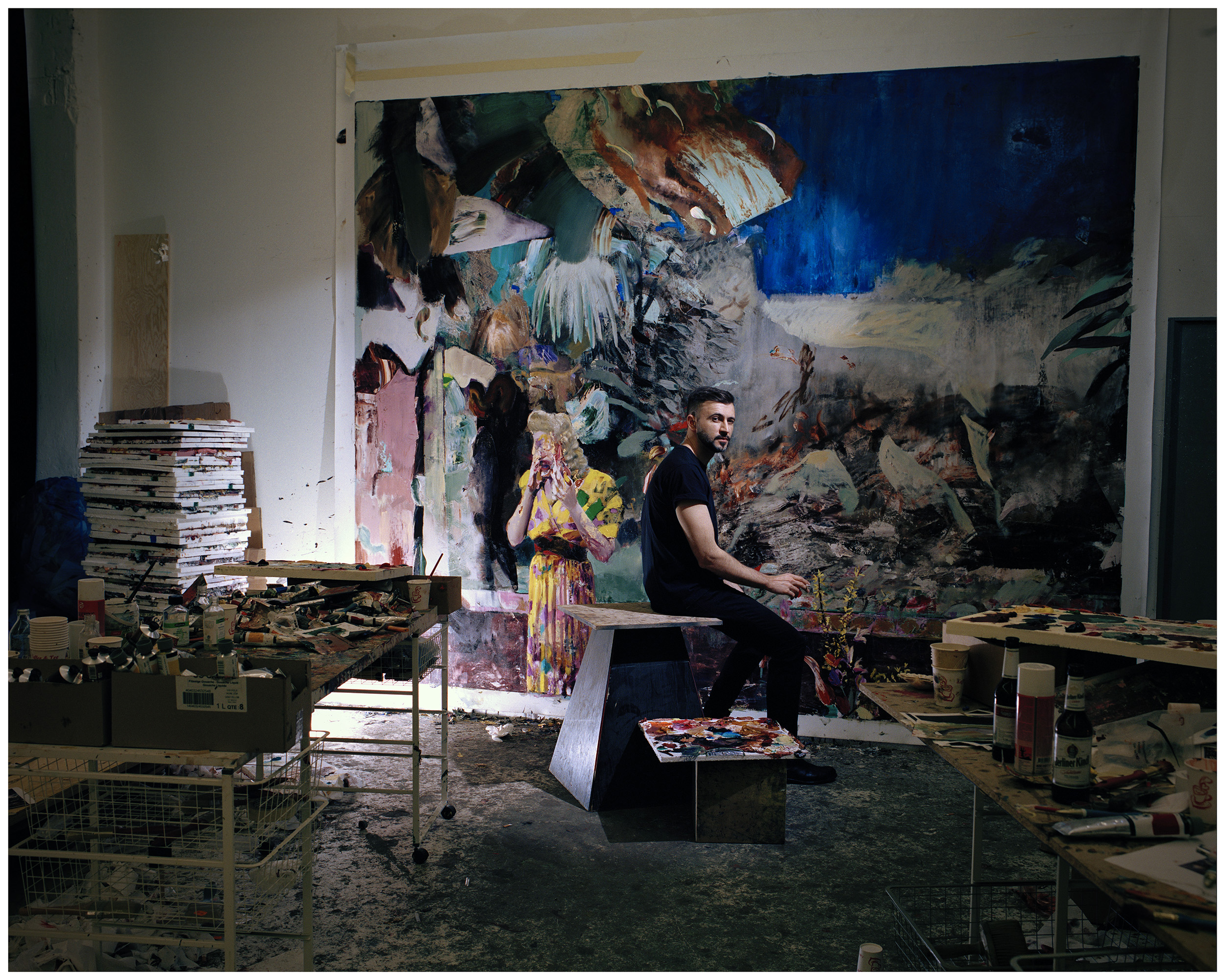
Adrian Ghenie, Berlin 2014
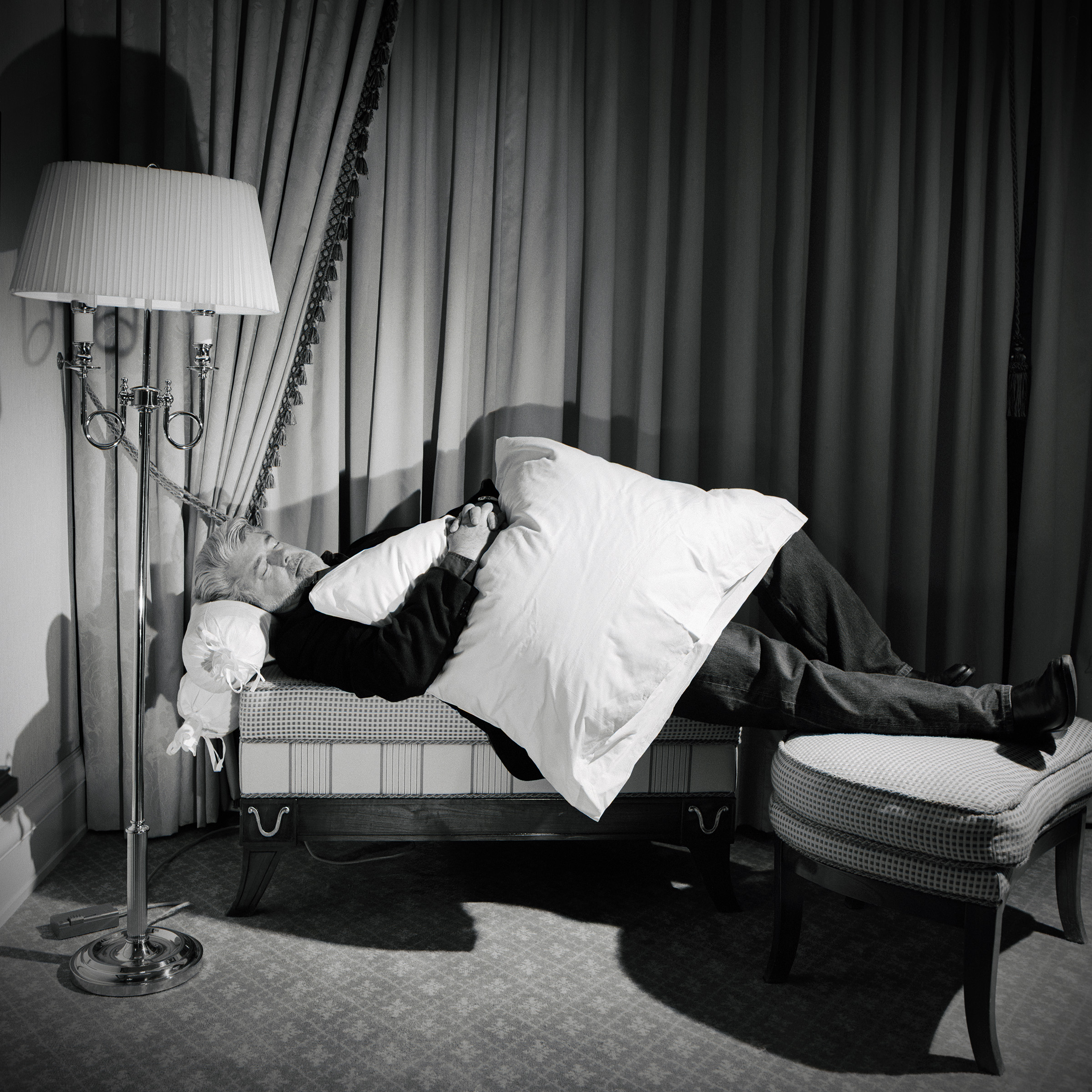
George Lucas, Berlin 2005
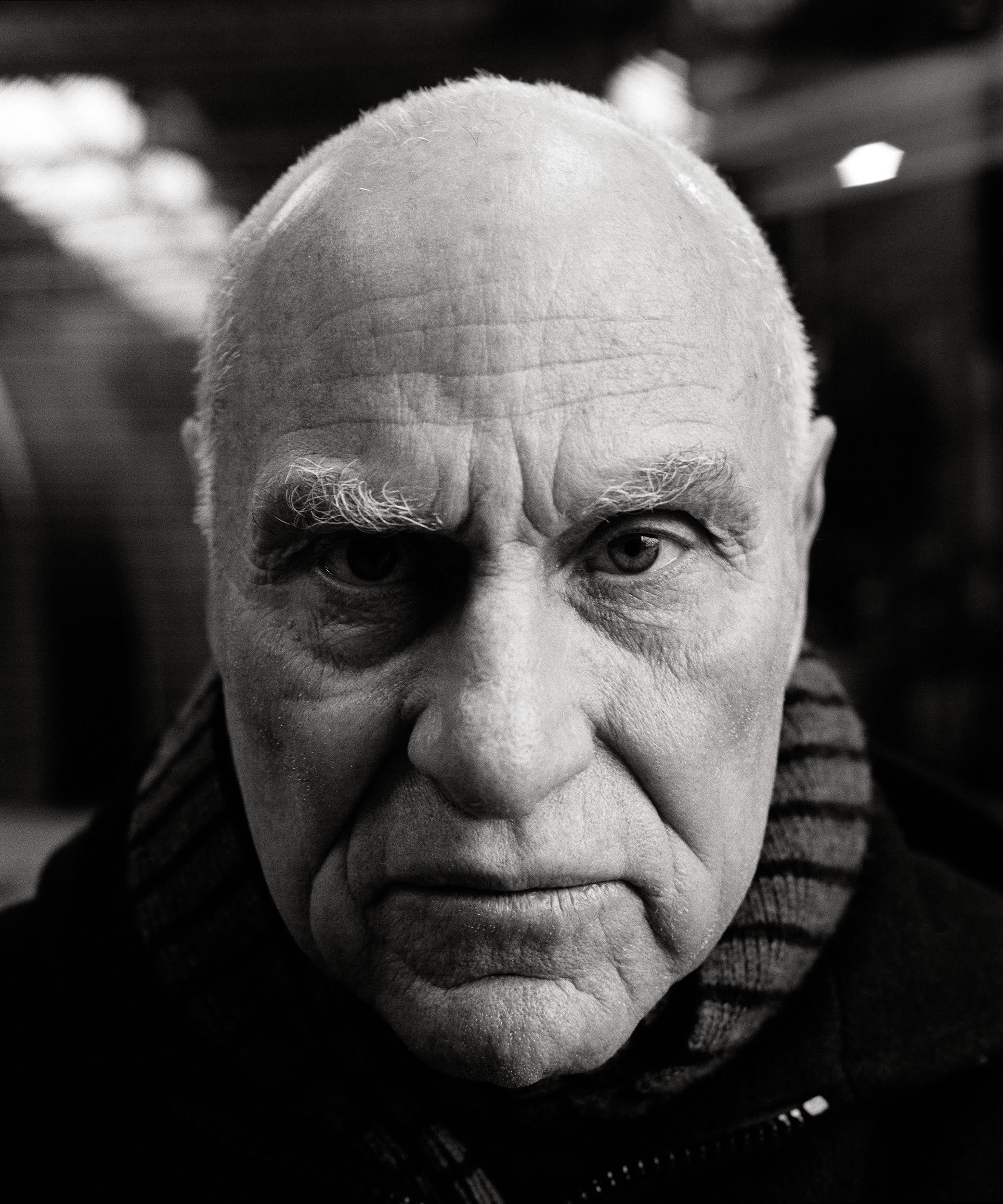
Richard Serra, Siegen 2005
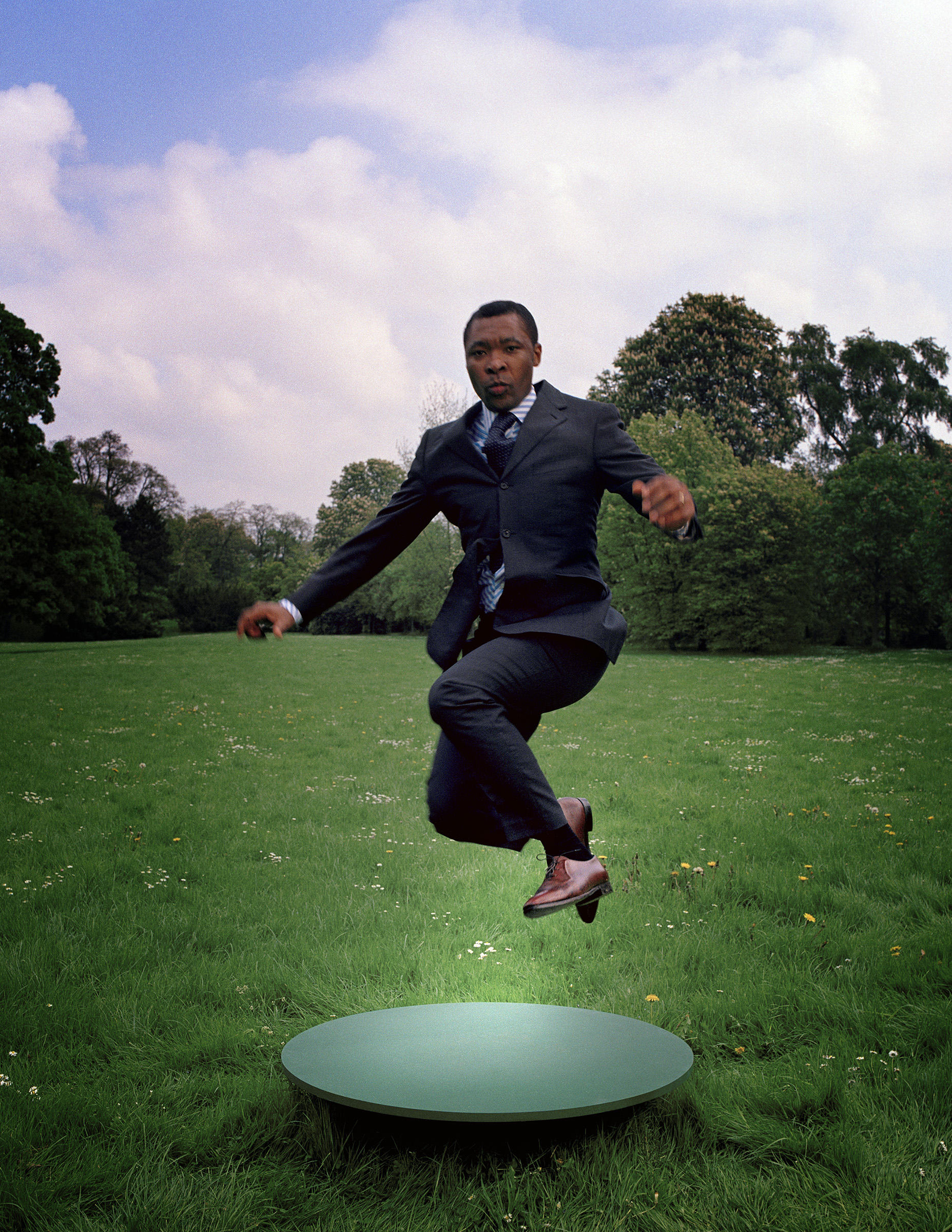
Okwui Enwezor, Kassel 2002
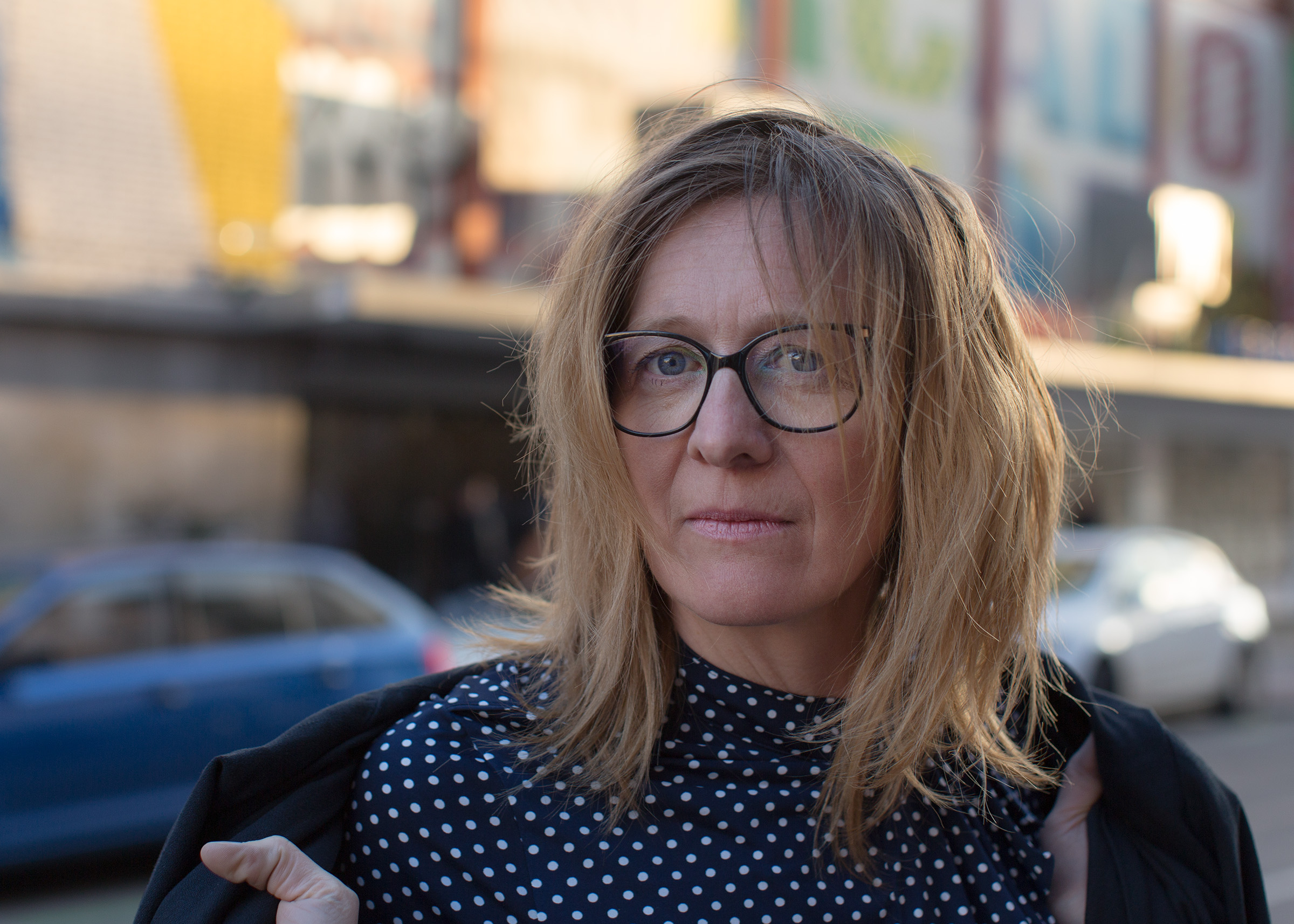
Isa Melsheimer, Madrid 2018
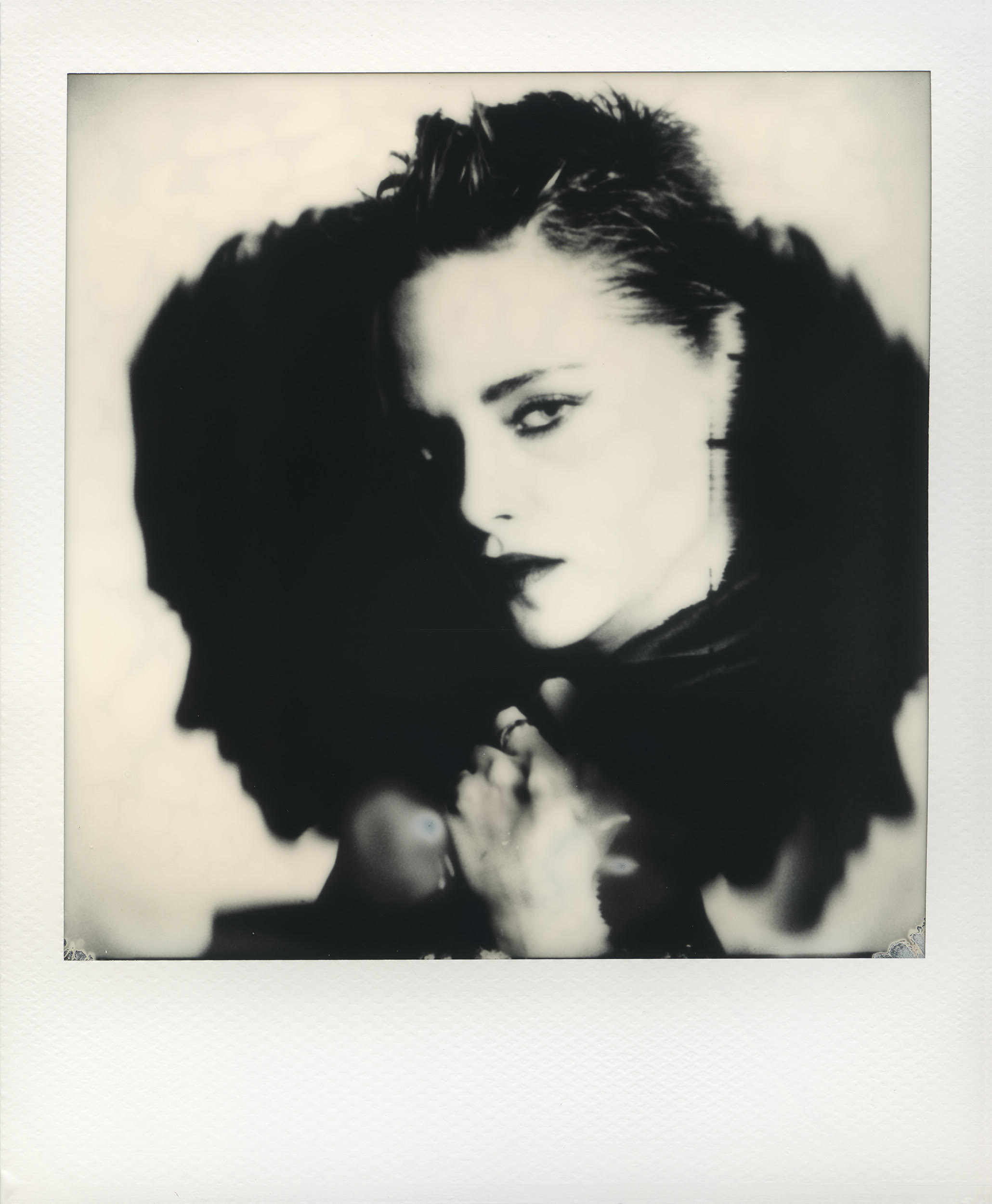
Kristen Stewart, Hamburg 2017
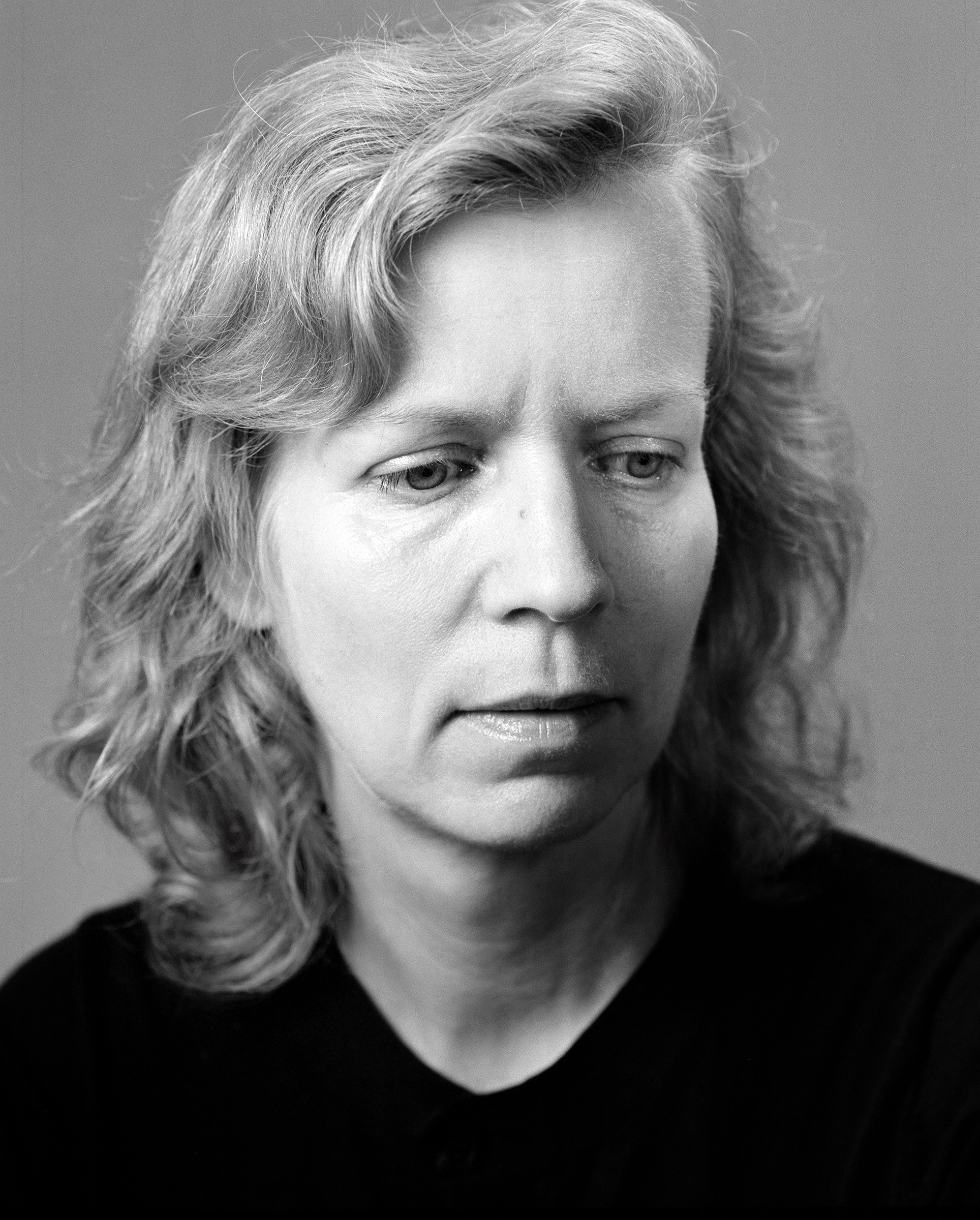
Katharina Grosse, Berlin 2011

### Artikel
- Andreas Öhler: Kloster in Rumänien. Nicht von Dieser Welt. In: Die Zeit. Nr. 14/2019. 29. März 2019
- Peter Lindhorst: Oliver Mark – Natura Morta In: peterlindhorst.com, 31. Mai 2017.
- Nadja Sayej: Behind the Lens: Oliver Mark's Astounding Portraits of Your Favorite Artists. In: noisey.vice.com, 15. Februar 2014 (en)
- Hautnah aus der Distanz. In: Die Welt online. 4. Oktober 2009.